# Euparyphus brasiliensis
Euparyphus brasiliensis är en tvåvingeart som beskrevs av Lindner 1949. Euparyphus brasiliensis ingår i släktet Euparyphus och familjen vapenflugor. Inga underarter finns listade i Catalogue of Life.